# Bucculatrix insolita
Bucculatrix insolita är en fjärilsart som beskrevs av Braun 1918. Bucculatrix insolita ingår i släktet Bucculatrix och familjen kronmalar. Inga underarter finns listade i Catalogue of Life.